# Aeroflot-Flug A-547
Am 8. August 1973 verunglückte eine Jakowlew Jak-40 auf dem innersowjetischen Linienflug Aeroflot-Flug A-547 von Archangelsk nach Kotlas beim Start, wobei einer der 31 Insassen starb.

## Flugzeug und Besatzung
Das Flugzeug war eine Jakowlew Jak-40 (Luftfahrzeugkennzeichen:CCCP-87790, Werknummer:9110515), die mit 3 Mantelstromtriebwerken des Typs Iwtschenko AI-25 ausgestattet war und vom 21. Januar 1971 bis zum Unfall 2.171 Betriebsstunden und 2.455 Flugzyklen absolviert hatte. 
Die Besatzung bestand aus dem Flugkapitän Jewgeni Jakowlewitsch Iwanow, dem Ersten Offizier Henry Serafimowitsch Lewkow und dem Flugingenieur Nikolai Borisowitsch Popow. 

## Verlauf
Um ca. 15:57 Uhr beschleunigten die Piloten zum Start auf Kurs 262° (Westen), nachdem sie eigener Aussage nach dem Flughandbuch entsprechend die Kontrollsysteme geprüft hatten. Als sie beim Erreichen einer Geschwindigkeit von 160 km/h das Bugfahrwerk hoben, fiel Kapitän Iwanow auf, dass die Höhenruder blockiert waren. Statt den Start abzubrechen, gab er dem Ersten Offizier Lewkow die Anweisung die Ruderverriegelung zu überprüfen, während er selbst mehrfach versuchte, diese zu lösen. Die Jak-40 überschoss die 2.250 m lange Bahn und die dahinter befindliche 400 m lange Sicherheitszone und rollte über das buschbewachsene Gelände. Nach 314 m traf sie die Antenne des Landekurssenders und nach 116 m auf ein Gebäude des Instrumentenlandesystems, wodurch die linke Tragfläche abriss und das Gebäude beschädigt wurde. Wiederum 55 m dahinter kollidierte die Maschine mit einem Betonzaunpfahl, wodurch die rechte Tragfläche abriss und das Cockpit deformiert wurde. Zuletzt rollte die nun tragflächenlose Maschine nochmals 116 m auf schlammigem Untergrund, bevor sie zum Stillstand kam und Feuer fing, das später von den Rettungskräften gelöscht wurde.
Passagiere und Besatzung wurden anschließend aus dem Flugzeug evakuiert. Durch den Unfall wurden Kapitän Iwanow, Flugingenieur Popow und 11 Passagiere verletzt, während der Erste Offizier Lewkow starb.

## Ursache
Es wurde festgestellt, dass beim Start die Höhenruder durch einen ungeklärten Fehler im elektrischen System verriegelt wurden. Die Entscheidung von Kapitän Iwanow, den Start trotzdem fortzusetzen, wurde kritisiert.